# 廖經
廖經（？—？），湖廣衡州府桂陽州藍山縣鳳感人，民籍，明朝政治人物。

## 生平
授南京豹韜衛經歷，嘉靖年間升廣安州同知，署理鄰水縣知縣、岳池縣知縣。以子廖文光封南京戶部員外郎。

## 家族
玄祖廖濟賢；高祖廖仁器；曾祖廖宗智；祖父廖子琳；父廖得舒。母唐氏（贈孺人）；繼母胡氏（贈孺人）。